# Mix Weiss
Mix Weiss eigentlich Emilia Iten (* 29. Juli 1924 in Ebikon; † 5. Juni 2014 in Meride) war eine Schweizer Journalistin und Schriftstellerin.

## Leben
Mix Weiss machte eine Ausbildung als Modegrafikerin. Sie lebte zunächst im Tremona und siedelte 1974 nach Zürich und arbeitete dort bis 1988 als Journalistin bei verschiedenen Tageszeitungen und Zeitschriften wie Femina, annabelle und Schweizer Familie im Ressort Mode und Feuilleton, auch verfasste sie grosse Reportagen. 1988 zog sie wieder in das Tessin und schrieb als freie Journalistin für die Wochenendbeilage der Neuen Zürcher Zeitung. 1992 erhielt sie den Zürcher Journalistenpreis. Im Jahr 2000 veröffentlichte sie ihren ersten Roman.
Mix Weiss war von 1945 bis 1974 mit dem Schweizer Bildhauer Max Weiss verheiratet und hatte mit ihm drei Kinder. Mix Weiss lebte in Meride. Sie starb dort am 5. Juni 2014 im Alter von 89 Jahren.

## Werke
- Vabanque: Journal einer Amour fou. Bilgerverlag, Zürich 2012.
- Kupferblues: Aufstieg und Fall des Emil und der Else Iten. Roman. Pendo, Zürich 2000.